# Operazione Koppe
L'Operazione Koppe fu un'azione del movimento di resistenza polacco, condotta senza successo l'11 luglio 1944 a Cracovia dall'Armia Krajowa contro Wilhelm Koppe, SS-Obergruppenführer e SS- und Polizeiführer nel Governatorato generale e allo stesso tempo segretario di Stato nel Governatorato generale e vice di Hans Frank.
Wilhelm Koppe fu condannato a morte dallo Stato segreto polacco per le spietate repressioni e i crimini di massa compiuti contro polacchi ed ebrei. Sebbene l'attacco fosse stato preparato con cura, fallì poiché l'auto con a bordo Koppe riuscì a fuggire. Koppe rimase ferito, mentre diversi tedeschi che lo scortavano furono uccisi. Questa operazione ebbe un significato psicologico e sul morale anche, e soprattutto per i tedeschi.

## L'operazione
Un gruppo separato dell'Armia Krajova, il battaglione Parasol comandato da Stanisław Leopold ("Rafał"), a cavallo tra giugno e luglio 1944 giunse a Cracovia, dove, insieme al Kedyw, si preparò a compiere l'attentato nell'area scelta per l'operazione. Inizialmente l'azione fu programmata per il 5 e 7 luglio 1944, ma Koppe cambiò inaspettatamente il suo percorso abituale.
L'11 luglio 1944, prima delle 9:00 del mattino, i gruppi del battaglione Parasol tentarono di bloccare la Mercedes di Koppe con la Chevrolet guidata da Mieczysław Janicki ("Otwocki") e con l'altra Chevrolet guidata da Stefan Dyż ("Pikuś"). Altre due auto stavano aspettando per impedire a Koppe di scappare: una Mercedes guidata da Bogusław Niepokoj ("Storch") e una BMW di Jan Bernatowicz ("Bartek").
Nonostante la pesante sparatoria, l'auto di Koppe aggirò il blocco e riuscì ad allontanarsi. Diversi tedeschi furono uccisi durante l'azione, incluso l'aiutante personale di Koppe, un ufficiale delle SS. Lo stesso Koppe fu ferito e riuscì a sopravvivere. Uno dei gruppi d'attacco del battaglione Parasol riportò un ferito; durante la fuga da Cracovia verso nord fu attaccato dai gendarmi tedeschi vicino al villaggio di Kąty: furono uccisi quattro gendarmi tedeschi, compreso un ufficiale, mentre ci fu un ferito tra i soldati dell'esercito nazionale. Ci fu uno scontro successivo, questa volta con i soldati della Wehrmacht nel villaggio di Udórz, situato a nord di Wolbrom, in questo caso ebbe la peggio l'esercito nazionale per le pesanti perdite: due soldati morirono sul colpo, altri cinque rimasero feriti. Tre di loro furono fatti prigionieri dai tedeschi, successivamente torturati e assassinati.
Secondo Stachiewicz, nonostante il fallimento dell'esecuzione della sentenza, non si può parlare di fallimento dell'azione nel suo complesso. Il comando, così come gli altri organizzatori e partecipanti mostrarono ingegnosità, espressa in molti mesi di preparativi dettagliati e di successo (trasferimenti organizzati separatamente di diverse auto, presenza di molte persone, munizioni, armi, vestiti, provviste, documenti, ecc.). Durante la ritirata successiva all'azione, nonostante la comunicazione imperfetta e le altre difficoltà, si verificò, almeno inizialmente, un buon coordinamento e soprattutto ci fu il sacrificio dei soldati e degli ufficiali di collegamento a testimonianza della dedizione e del patriottismo di tutti coloro che presero parte nell'operazione.

## Composizione
L'ordine di eseguire l'azione fu dato alla 1ª compagnia del battaglione Parasol dell'Armia Krajova, composta da:

### Comandanti
- Stanisław Leopold (Rafał) – comandante
- Stanisław Huskowski (Ali) – comandante in seconda

### Soldati
- Jan Bernatowicz (Bartek)
- Józef Baster (Rak)
- Wojciech Czerwiński (Orlik)
- Stefan Dyż (Pikuś)
- Tadeusz Fopp|Tadeusz Maria Fopp (Tadeusz)
- Halina Grabowska (Zeta)
- Mieczysław Janicki (Otwocki)
- Tadeusz Karczewski (Wierzba)
- Przemysław Kardasiewicz (Akszak)
- Jerzy Kołodziejski (Zeus)
- Jerzy Małow (Rek)
- Bogusław Niepokój (Storch)
- Zdzisław Poradzki (Kruszynka)
- Wiesław Raciborski (Robert)
- Antoni Sakowski (Mietek)
- Józef Szczepański (Ziutek)
- Eugeniusz Schielberg (Dietrich)
- Jacek Sperling (Jacek)
- Wojciech Świątkowski (Korczak)
- Tadeusz Ulankiewicz (Warski)

### Staffette
- Irena Sokołowska (Bobo)
- Zofia Sokołowska (Dzidzia)
- Zofia Jasieńska (Ina)
- Irena Potoczek (Ada)
- Maria Stypułkowska-Chojecka (Kama)
- Elżbieta Dziębowska (Dewajtis)